# حيدرة دار امام (سيمينة رود)
حیدرة دار امام (بالفارسية: حیدره دارامام) هي قرية تقع في إيران في قسم سیمینة رود الريفي. يقدر عدد سكانها بـ 532 نسمة بحسب إحصاء 2016.